# Apolonia de Iliria

Apolonia en la antigüedad.

Apolonia (en griego antiguo Ἀπολλωνία κατ' Ἐπίδαμνον o Ἀπολλωνία πρὸς Ἐπιδάμνῳ: Apollonia kat' Epidamnon o Apollonia pros Epidamno) fue una antigua ciudad de Iliria, situada en la orilla derecha del río Aoo (actual Viosa). Sus ruinas están en la región de Fier, cerca de la ciudad de Pojan, en Albania. 
Fue fundada en 588 a. C. por colonos de Corcira y de Corinto, en un lugar inicialmente ocupado por tribus ilirias y quizás fue la más importante de las varias ciudades clásicas de tal nombre. Floreció en la época clásica y tenía una reputada escuela de filosofía. Su declive comenzó en el siglo III, debido a que su puerto quedó colmatado como consecuencia de un terremoto. Fue abandonada en la Antigüedad tardía.

## Historia

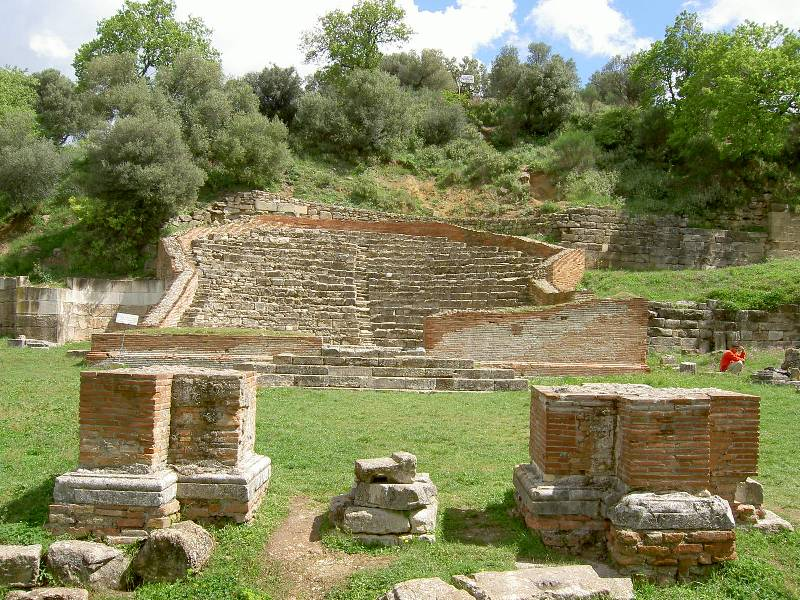
Odeón de Apolonia.

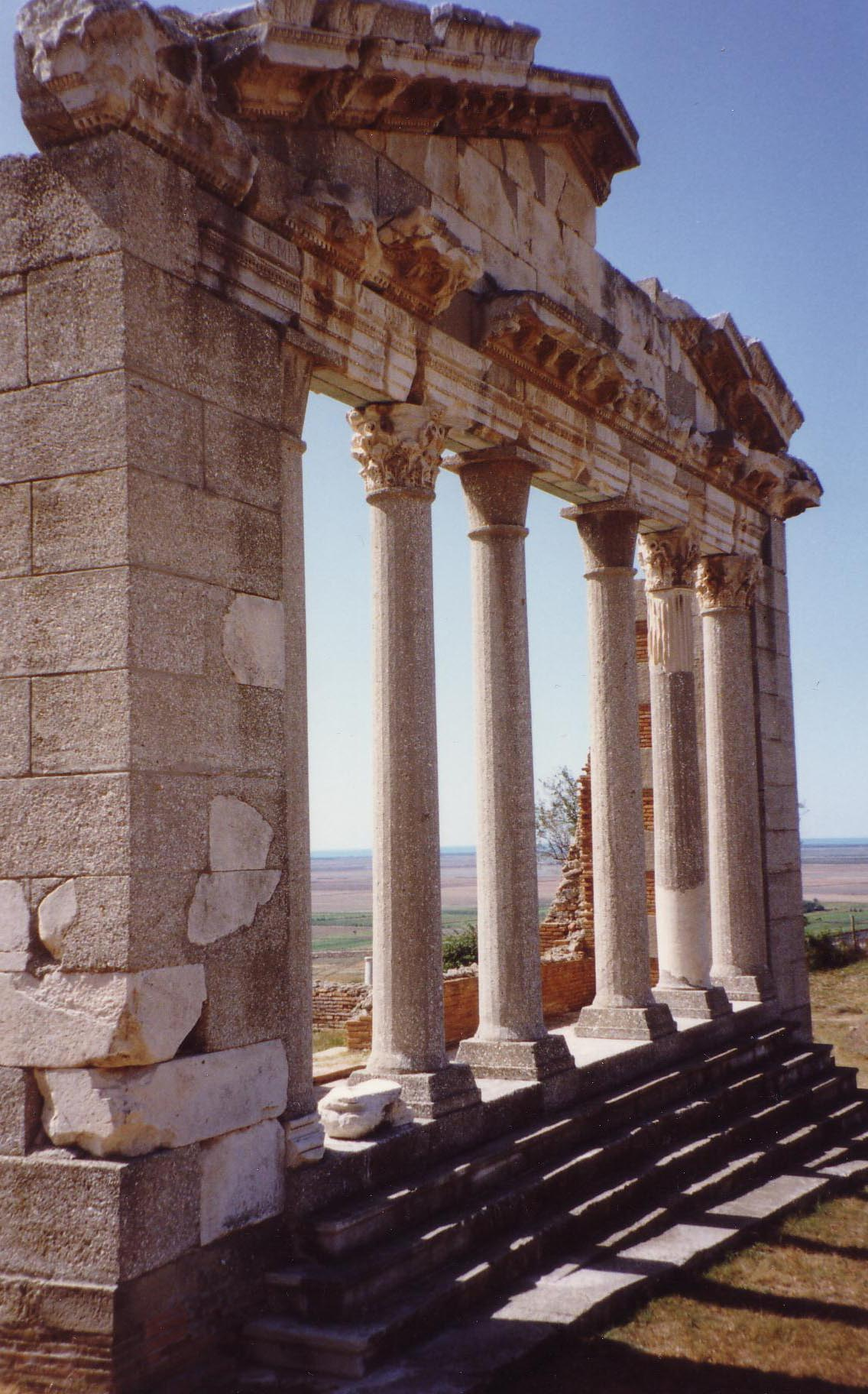
Ruinas de un templo (Monumento de los agonotetas) en Apolonia.

Estaba emplazada en el territorio de los taulantios, un conglomerado de tribus ilirias que quedaron estrechamente vinculados durante siglos con el asentamiento y vivieron junto a los colonos griegos. Se decía que la ciudad fue llamada originalmente Gilacia, por el nombre de su fundador, Gilax, cuyo nombre fue cambiado posteriormente en honor del dios Apolo.
El geógrafo griego Estrabón dice que fue «una ciudad regulada por buenas leyes». Aristóteles la consideraba como un importante ejemplo de sistema oligárquico, en el que los descendientes de los colonizadores griegos controlaban la ciudad y prevalecían sobre una amplia población servil de origen mayoritariamente ilirio. La ciudad se enriqueció con el comercio de esclavos y la agricultura local, así como su gran puerto, del que se decía que habían cabido un centenar de barcos a la vez. Se informó en 2006 del descubrimiento de los restos de un templo a finales del siglo VI a. C., erigido fuera de la ciudad, es el quinto templo griego encontrado en Albania. Apolonia, al igual que Dirraquio más al norte, fue un importante puerto en la costa iliria como el enlace más conveniente entre Brindisi y el norte de Grecia, y como uno de los puntos de partida del oeste de la Vía Egnatia que llevaba hacia el este a Salónica y a Bizancio en Tracia. «Desde Apolonia hasta Macedonia se dirige hacia el este la Vía Egnatia, medida en millas romanas y señalada con miliarios hasta Cipsela y el río Evros». Tenía su propia ceca, se acuñaron monedas que se han encontrado en lugares tan lejanos como la cuenca del Danubio.
Estuvo durante un tiempo entre los dominios de Pirro de Epiro. En 229 a. C. cayó bajo el control de la República romana, a la que fue firmemente leal; fue recompensada en el año 168 a. C. con el botín incautado de Gencio, el derrotado rey de Iliria. En 148 a. C., Apolonia pasó a formar parte de la provincia romana de Macedonia. En la guerra civil entre Pompeyo y Julio César, apoyó al segundo, pero cayó ante Marco Junio Bruto en el año 48 a. C. El futuro emperador romano Augusto estudió en Apolonia en el 44 a. C. bajo el tutelaje de Atenodoro de Tarso; fue allí donde recibió la noticia del asesinato de César.
Apolonia floreció bajo la dominación romana y fue citada por Cicerón en sus Filípicas como magna urbs et gravis, una grande e importante ciudad. En tiempos de Diocleciano pasó a formar parte de la provincia de Epirus Nova. El cristianismo se estableció en la ciudad en una fase temprana. Los obispos de Apolonia estuvieron presentes en el Concilio de Éfeso (431) y en el Concilio de Calcedonia (451). Su declive comenzó en el siglo III, cuando un terremoto cambió el curso del Aoo, haciendo que el puerto se encenagara y la zona interior se convirtiera en un pantano plagado de malaria. La ciudad se convirtió cada vez más inhabitable como el interior ampliamente empantanado, y la cercana población de Avlona (moderna Vlorë) alcanzó el predominio. A finales de la antigüedad la ciudad se despobló en gran parte, albergando sólo una pequeña comunidad cristiana. Esta comunidad (que probablemente es parte del emplazamiento de la antigua ciudad) construyó en una colina próxima la iglesia de Santa María, (albanés Shën Mëri), que formaba parte del Monasterio Ardenica.

## Descubrimientos y excavaciones
La ciudad parece que se hundió con el auge de Avlona. Fue «redescubierta» por clasicistas europeos en el siglo XVII, aunque no fue hasta la ocupación austriaca de 1916-1918 cuando el emplazamiento fue investigado por arqueólogos. Un equipo francés continuó su trabajo entre 1924-1938. Parte del yacimiento sufrió daños durante la Segunda Guerra Mundial. Después de la guerra, un equipo de Albania se comprometió a seguir trabajando a partir de 1948, aunque gran parte del terreno permanece sin excavar hasta hoy. Algunos de los descubrimientos del equipo arqueológico se exhiben en el Monasterio Ardenica, conocido como Museo de Apolonia (inaugurado en 1958). Otros objetos de Apolonia se encuentran en la capital, Tirana. Desafortunadamente, durante la anarquía que siguió a la caída del régimen comunista en 1990, la colección arqueológica fue saqueada y el museo se cerró. Los saqueadores también expoliaron las ruinas para vender lo obtenido a coleccionistas extranjeros.
En agosto de 2010 un equipo franco-albanés de arqueólogos desenterró un busto de un soldado romano, cincuenta años después de los descubrimientos de otras estatuas de cuerpo entero en las expediciones del periodo 1958-1960, que habían dirigido el erudito albanés Selim Islami y el catedrático ruso Blavatski.